# 紀元 (順治進士)
紀元，清朝政治人物。直隸文安县人。同進士出身。
顺治十二年，登进士；康熙十九年，任巩昌府知府，所著有《卧龙诗稿》、《巩昌府志》。